# 闲情偶寄
《闲情偶寄》，又名《笠翁偶集》是明末清初文學家、戲劇家李漁所著的戲曲理論專著。大約在1667年（康熙六年）開始撰寫，大約在1671年（康熙十年）完成。《閒情偶寄》被譽為《中國名士八大奇著》之首，全書共分成八個部分，前三部寫的是戲曲理論（詞曲部、演習部、聲容部），後五部分寫的是其他藝術生活體驗（居室部、器玩部、飲饌部、種植部和頤養）。
胡適認為這書是「一部最豐富、最詳細的文化史料。」周树人評論此書：「文字思想均極清新，都是很可喜的小品，有自然與人事的巧妙觀察，有平明而又新穎的表現。」林語堂說此書是「中國人生活藝術的指南。」